# Bekölce
Bekölce là một thị trấn thuộc hạt Heves, Hungary. Thị trấn này có diện tích 13,77 km², dân số năm 2010 là 673 người, mật độ 49 người/km².